# ТЕС Conquista do Pontal
22°23′59″ пд. ш. 52°6′15″ зх. д. / 22.39972° пд. ш. 52.10417° зх. д.
ТЕС Conquista do Pontal — теплова електростанція у бразильському штаті Сан-Паулу, якою доповнили належний компанії ETH Bioenergia завод з виробництва цукру та етанолу, котрий розпочав роботу в 2009 році.
До 2012 року на майданчику ТЕС стали до ладу три парові турбіни – №1 потужністю 40 МВт, №2 з показником 20 МВт та №3 потужністю 50 МВт. Щонайменше для перших двох турбоагрегатів генератори постачила бразильська компанія WEG.
Особливістю станції є те, що вона працює на багасі – жомі цукрової тростини. Її спалюють у двох котлах, постачених бразильськими компаніями Caldema (продуктивність 320 тон пари на годину) та HPB Energia (230 тон пари годину).
Надлишкова електроенергія постачається зовнішнім споживачам по ЛЕП, розрахованій на роботу під напругою 138 кВ.